# Cơm nguội rừng
Cơm nguội rừng hay sếu hôi, riều (danh pháp hai phần: Celtis timorensis) là loài thực vật có hoa thuộc họ Gai dầu. Tên khoa học của loài này lấy từ tên đảo Timor, nơi thu thập được mẫu vật đặc trưng của loài này.

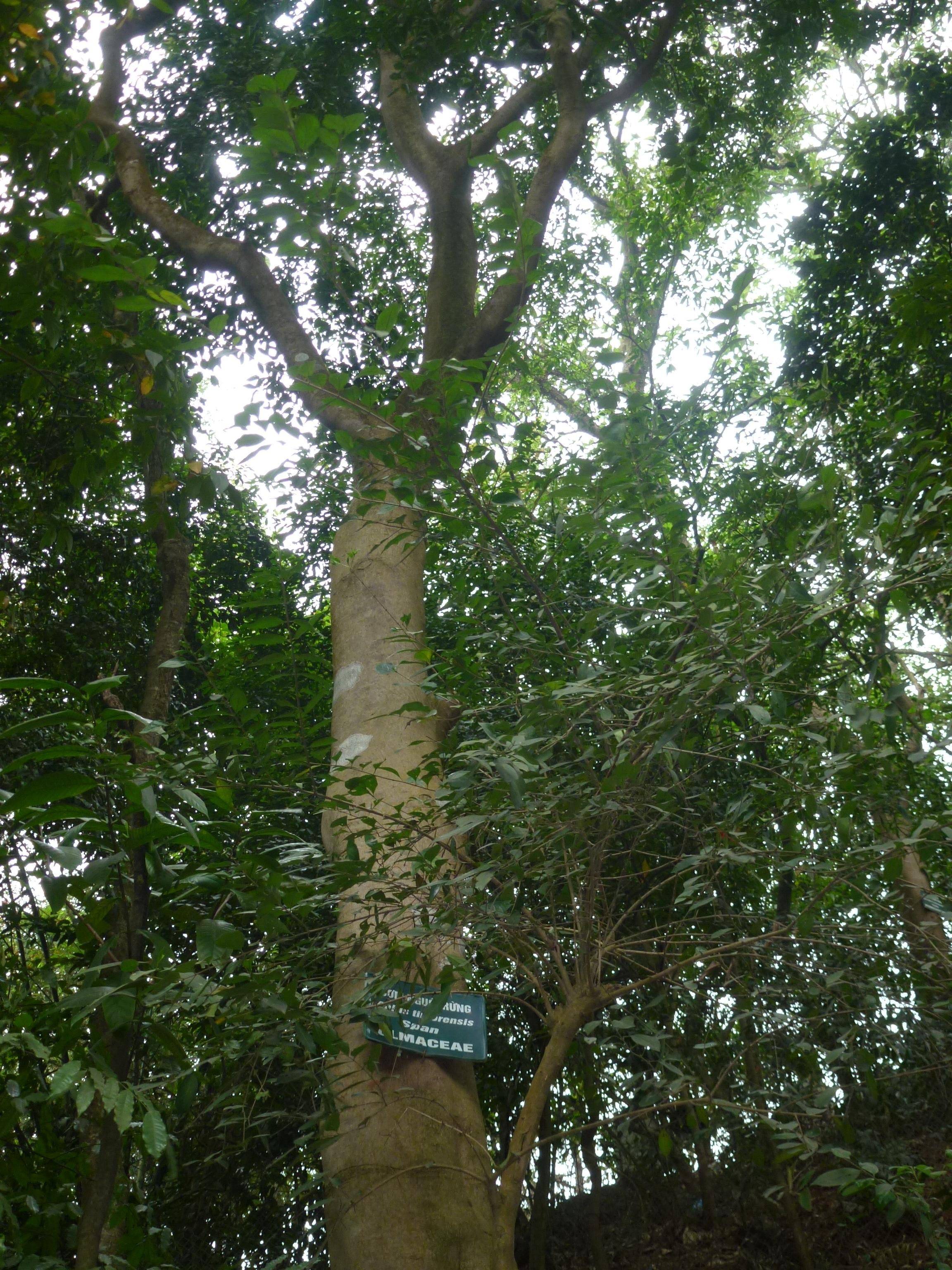
Celtis timorensis at Hùng Temple, Vietnam

## Phân bố
Cây cơm nguội rừng phân bố ở Nam Á đến Đông Nam Á: từ Ấn Độ và Sri Lanka, qua bán đảo Đông Dương, Hoa Nam và bán đảo Mã Lai đến Philippines.

## Hình ảnh

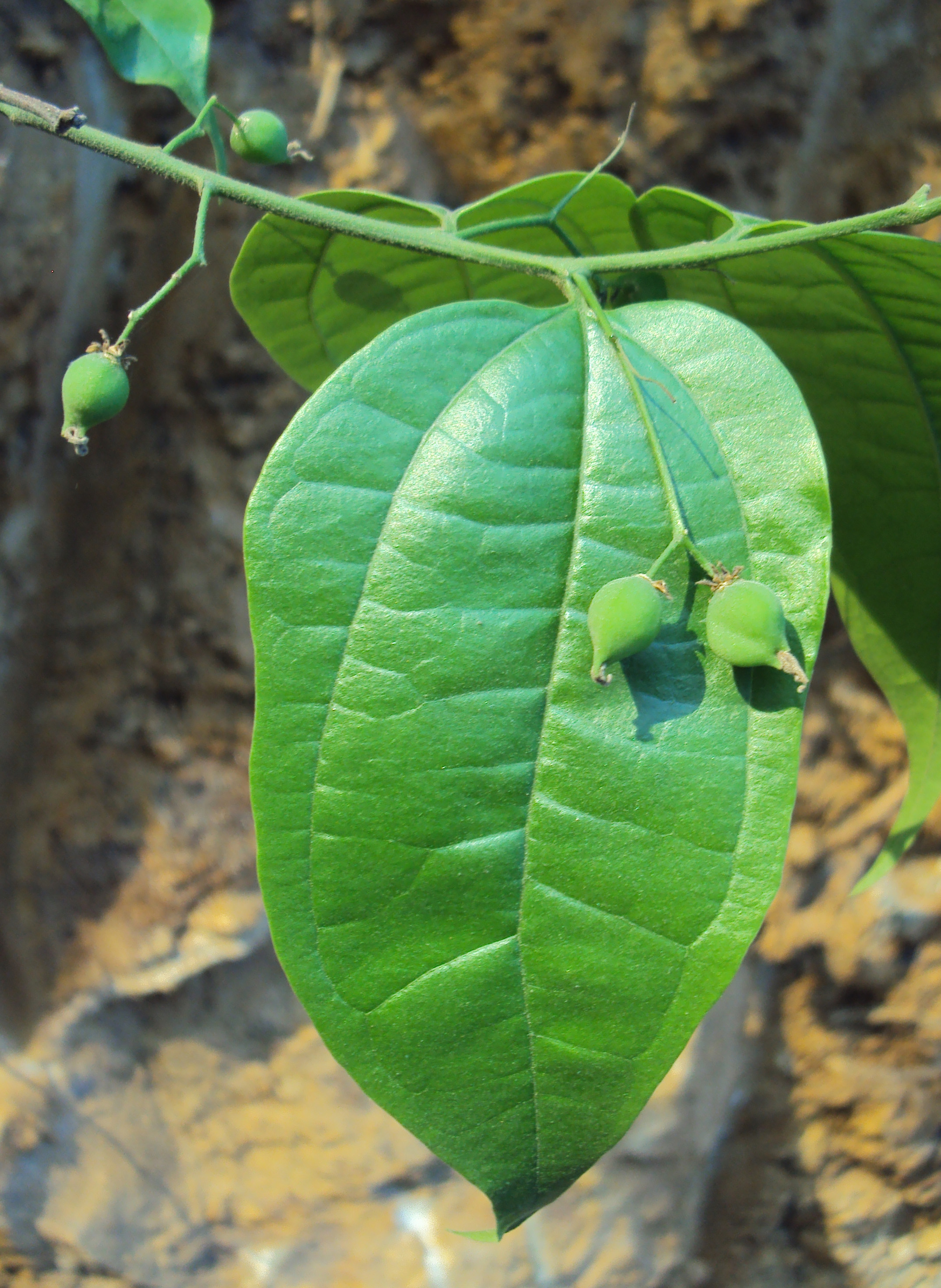
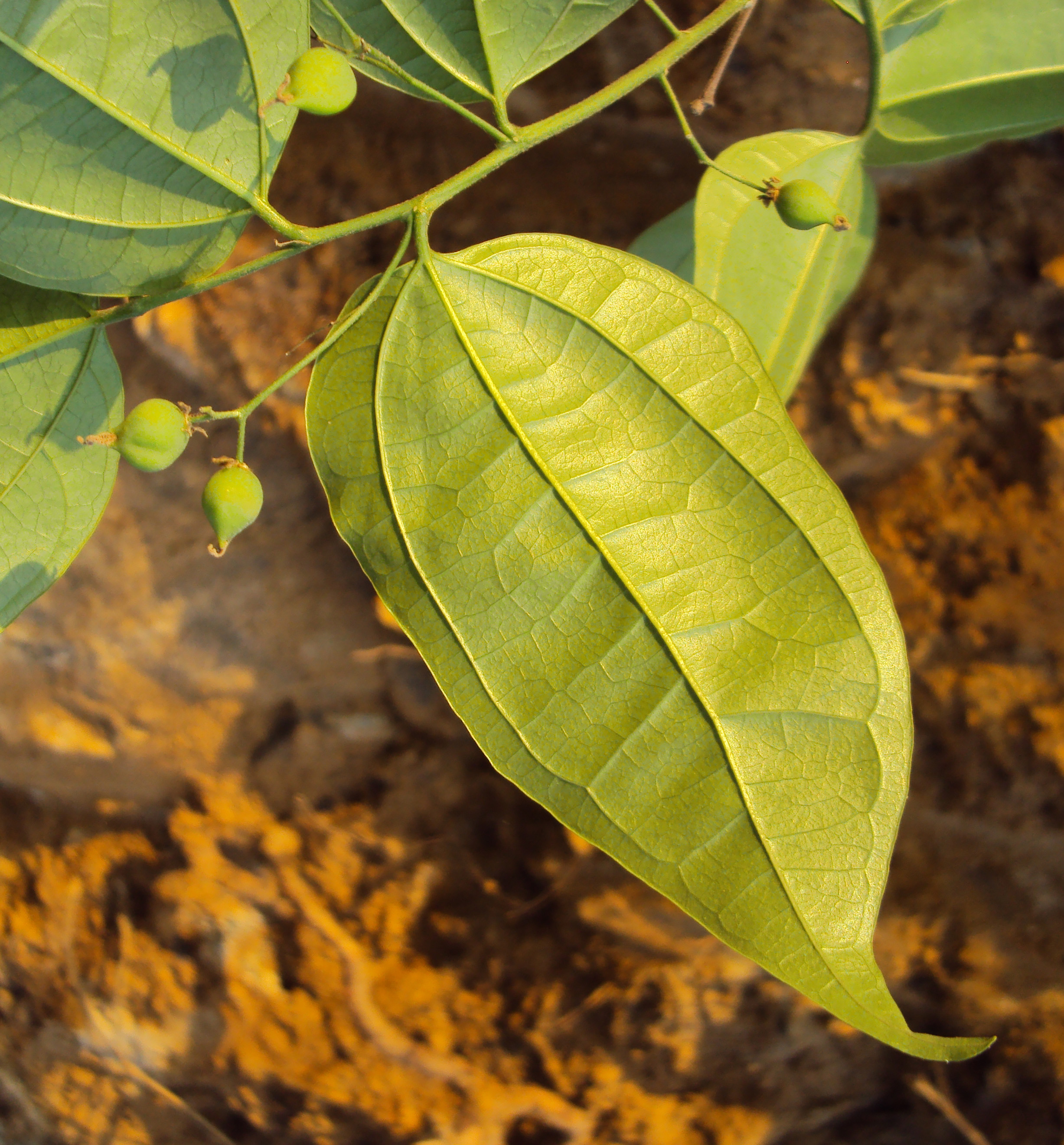
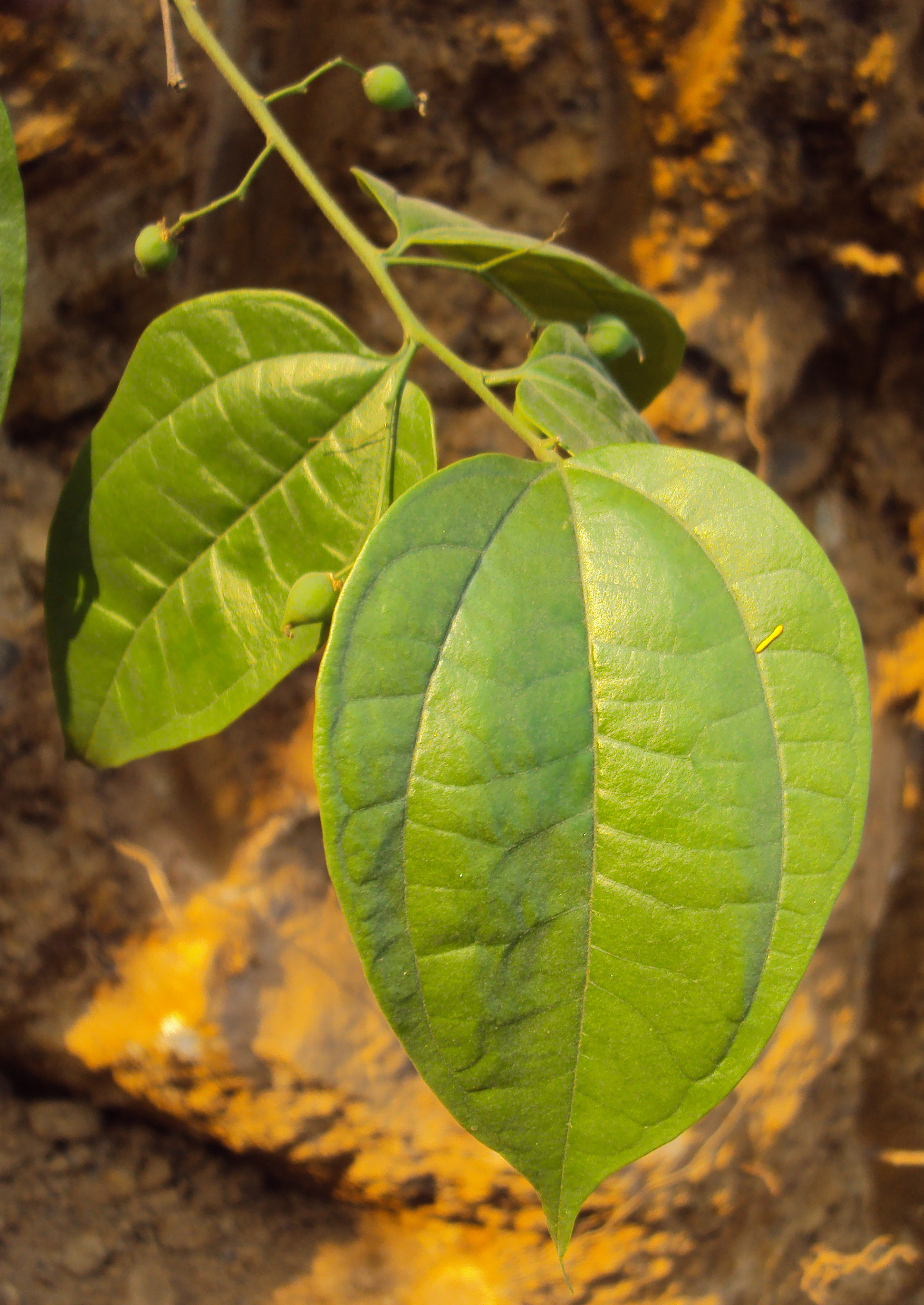
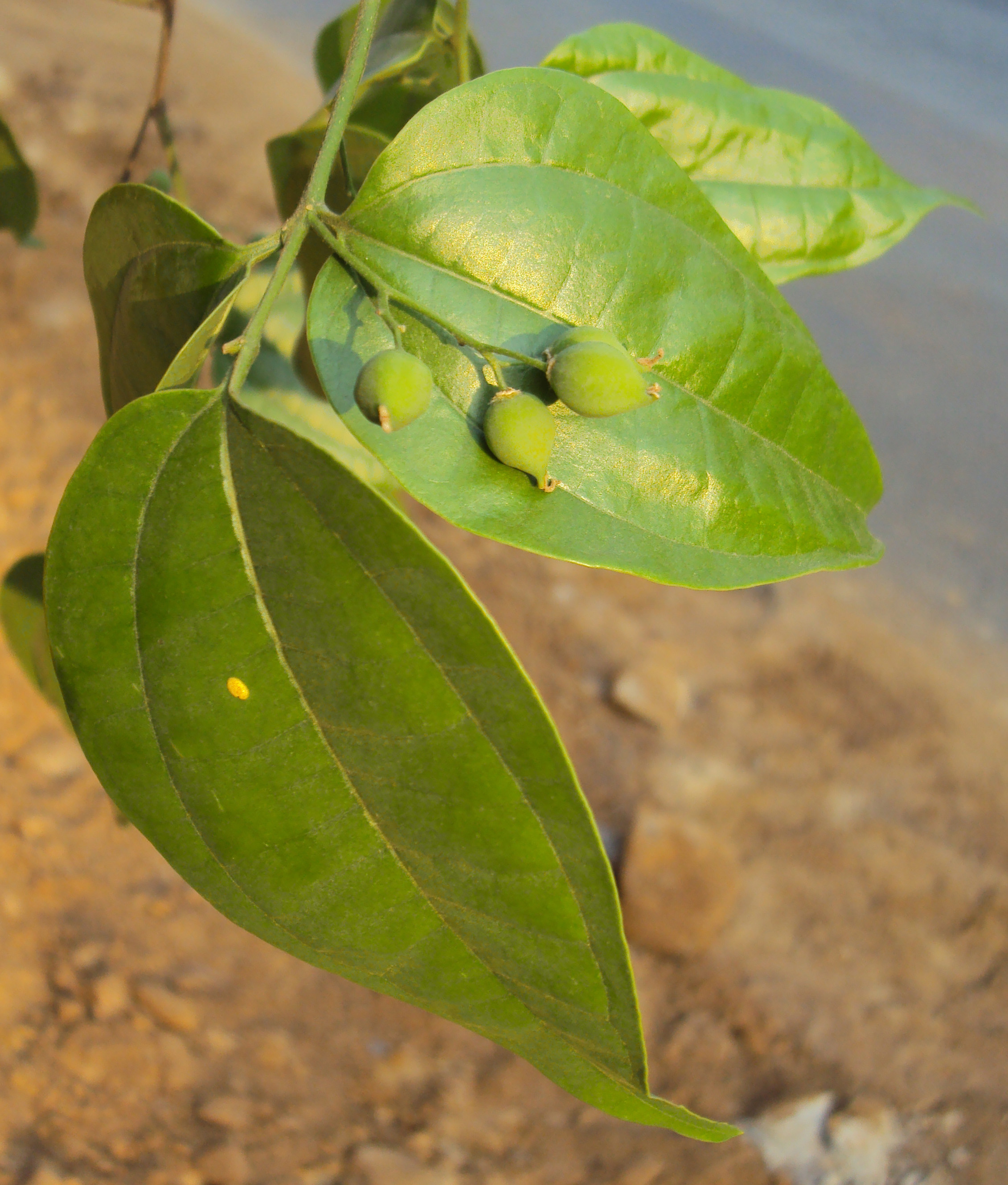